# Hedwige de Palatinat-Soulzbach
Marie Hedwige Auguste de Soulzbach (en allemand : Marie Hedwig Auguste von Sulzbach) (née le 15 avril 1650 à Sulzbach et morte le 23 novembre 1681 à Hambourg), est une noble, archiduchesse d'Autriche par son premier mariage et duchesse de Saxe-Lauenbourg par son second mariage.

## Biographie
Elle est une fille de Christian-Auguste de Palatinat-Sulzbach (1622-1708), comte palatin de Sulzbach, et de son épouse, Amélie de Nassau-Siegen (1613 - 1669).

## Mariages et descendance
Le 3 juin 1665, à Sulzbach, elle épouse par procuration Sigismond-François de Habsbourg, archiduc d'Autriche antérieure et comte de Tyrol. Celui-ci tombe malade en se rendant à la rencontre de son épouse, et meurt à Innsbruck douze jours après le mariage.
Hedwige de Palatinat-Sulzbach épouse en secondes noces (à Sulzbach, le  9 avril 1668) le duc Jules-François de Saxe-Lauenbourg (1641-1689), dont elle a trois filles : 
- Marie-Anne-Thérèse (1670-1671),
- Anne-Marie-Françoise (1672-1741), mariée en 1690 à Philippe-Guillaume-Auguste de Palatinat-Neubourg (1668-1693), puis en 1697 à Jean-Gaston de Médicis (1671-1737), grand-duc de Toscane,
- Françoise-Sibylle (1675-1733), mariée en 1690 au margrave Louis-Guillaume de Bade-Bade.